# Проспект Перемоги (Маріуполь)
Проспе́кт Перемо́ги — проспект у Лівобережному районі міста Маріуполь. Має історично недовгу історію, бо розпланований і забудований у XX столітті за відбудованим метелургійним комбінатом «Азовсталь». До російського вторгнення в Україну мав перспективу подальшого розвитку лише у східному напрямку.

## Об'єкти вздовж проспекту
- Управління заводу «Азовсталь».

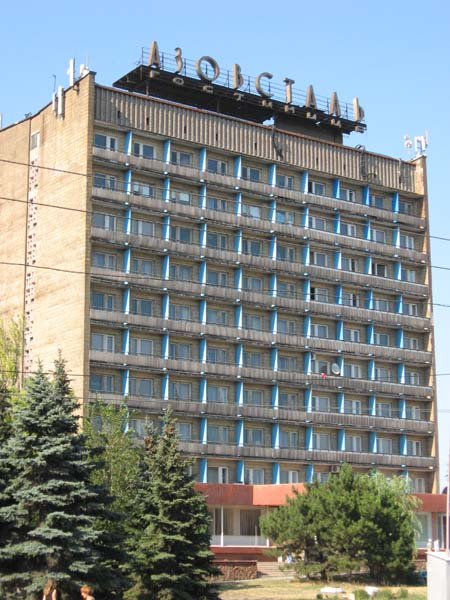
Готель «Азовсталь»

- Монумент Серго Орджонікідзе, скульптори Н. Ясиненко, В. Лютий, А. Скорих (1981)
- Колишня освітня школа № 6. Лівобережний районний суд (просп. Перемоги, 6)
- Колишній кінотеатр, згодом тимчасове приміщення маріупольського лялькового театру «Арлекін» — передане іншому закладу.
- Колишній ресторан (передананий під магазин меблів).
- Парк імені Лепорського (названий на честь директора металургійного комбінату «Азовсталь», Заслужений металург України Володимира Лепорського)
- Готель «Азовсталь»
- Поліклініка профілактичних оглядів.
- Площа Перемоги
- Житлова забудова

## Перетин з іншими вулицями
- Вул. Лепорського
- Вул. Гугеля
- Вул. Володимирська
- Вул. Волгоградська
- Вул. Українського Козацтва
- Вул. Зої Космодем'янської
- Вул. Панфілова
- Вул. Межова
- Вулиця Ломізова (Маріуполь)
- Вул. 130-ї Таганрозької дивізії

## Галерея

Парк імені Лепорського
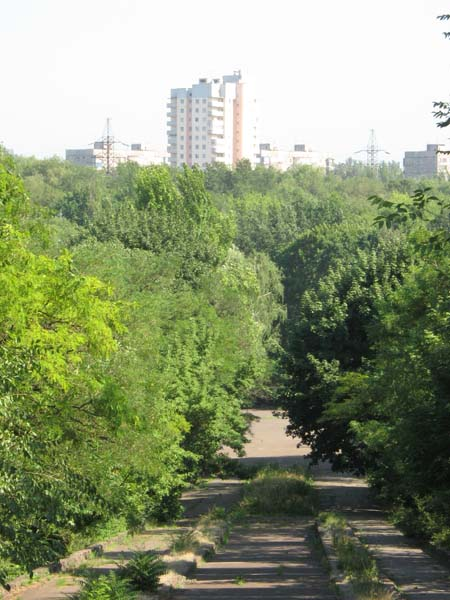
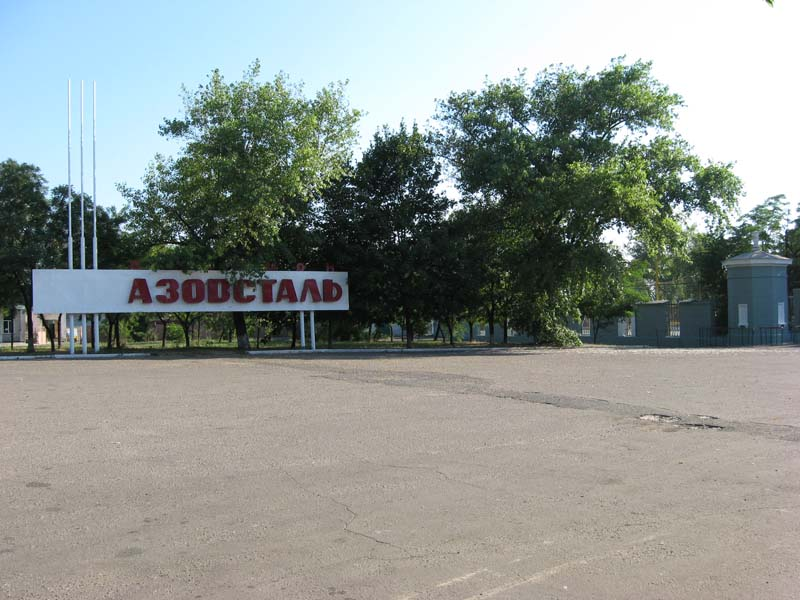
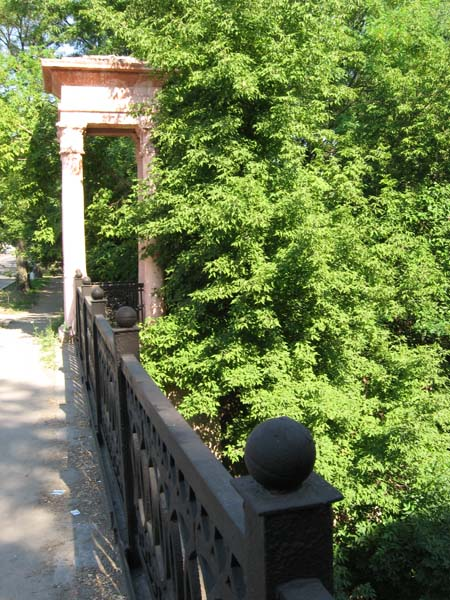